# Акаба, Джозеф Майкл
Джозеф Майкл Акаба (Джо) (род. 17 мая 1967 год, Инглвуд, Калифорния) — учитель, гидрогеолог и астронавт НАСА. В мае 2004 года Акаба был зачислен в группу подготовки астронавтов 19, в рамках программы «Преподаватель астронавт». Он стал первым астронавтом, родители которого родом из Пуэрто-Рико.

## Образование
В 1990 году Акаба получил степень бакалавра по геологии в Калифорнийском университете в Санта-Барбаре, а в 1992 году — степень магистра по геологии в Аризонском университете. Акаба был сержантом в корпусе морской пехоты США, где прослужил 6 лет. Работал гидрогеологом в Лос-Анджелесе, провёл 2 года в Корпусе мира и обучил более 300 учителей в Доминиканской Республике современным методам преподавания. Также преподавал в Даннеллонской средней школе и в Мельбурнской средней школе во Флориде.

## Космические полёты
15-28 марта 2009 года был участником миссии STS-119, в качестве «специалист полёта — преподаватель». Целью миссии была доставка и монтаж последней секции S6 панелей солнечных батарей на МКС.
15 мая 2012 года стартовал в качестве бортинженера корабля «Союз ТМА-04М» и экипажа МКС по программе 31-й и 32-й основных экспедиций.
13 сентября 2017 года в 00:17:02 мск стартовал в качестве бортинженера экипажа космического корабля «Союз МС-06» и экипажа Международной космической станции по программе основных космических экспедиций МКС-53/ 54. Полёт к МКС осуществлялся по «короткой» шестичасовой четырёхвитковой схеме. В 05:55 мск 13 сентября корабль «Союз МС-06» в автоматическом режиме пристыковался к Международной космической станции на стыковочный узел модуля «Поиск».
Статистика полётов
| # | Стартовый корабль | Старт                 | Экспедиция      | Корабль посадки   | Посадка               | Налёт                       | Выходы в открытый космос | Время в открытом космосе |
| - | ----------------- | --------------------- | --------------- | ----------------- | --------------------- | --------------------------- | ------------------------ | ------------------------ |
| 1 | Дискавери STS-119 | 15.03.2009, 23:43 UTC | STS-119         | Дискавери STS-119 | 28.03.2009, 19:13 UTC | 12 суток 19 часов 29 минут  | 2                        | 12 часов 57 минут        |
| 2 | Союз ТМА-04М      | 15.05.2012, 03:01 UTC | МКС-31 / МКС-32 | Союз ТМА-04М      | 17.09.2012, 02:52 UTC | 124 суток 23 часа 51 минута | 0                        | 0                        |
| 3 | Союз МС-06        | 12.09.2017, 21:17 UTC | МКС-53 / МКС-54 | Союз МС-06        | 28.02.2018            | 168 суток 5 часов 14 минут  | ?                        | ?                        |
|   |                   |                       |                 |                   |                       | 306 суток 0 часов 34 минуты | 2                        | 12 часов 57 минут        |

## Увлечения
Кемпинг, походы, катание на горных велосипедах, каякинг, подводное плавание, чтение, особенно научная фантастика. Радиолюбитель с позывным KE5DAR.